# Krisenexperiment
In der Soziologie bezeichnet ein Krisenexperiment ein vor allem in der Ethnomethodologie bekanntes Vorgehen, bei dem implizite soziale Normen erkennbar gemacht werden. Dies geschieht durch explizite Missachtung von sozialen Konventionen, wodurch die Praktiken der Konstruktion von sozialer Wirklichkeit sichtbar werden. „Durch die Herstellung einer Krise in alltäglichen Interaktionen werden – anhand der Reaktionen auf diese Störung – die Praktiken der Herstellung der normalen Interaktionsordnung beobachtbar.“

## Beispiele

### Harold Garfinkel
Ein Beispiel eines Krisenexperiments wird von Harold Garfinkel gegeben: Eine Studentin verhält sich ihren Eltern gegenüber zwar höflich, behandelt sie aber dennoch wie Fremde, siezt diese also beispielsweise. Dieses Verhalten führt zu Irritationen, als die Studentin auch nach expliziten Aufforderungen ihr Verhalten nicht ändert. Auf diese Weise hat sie durch ihr unerwartetes Verhalten Normen deutlich gemacht, die sonst nur implizit den Umgang mit ihren Eltern leiten, die für eine funktionierende und störungsfreie soziale Interaktion aber notwendigerweise eingehalten werden müssen.
In den Krisenexperimenten werden Elemente der Störung, Konfusion, „böse Überraschungen“ usw. in die Interaktion mit anderen eingeführt. Zum Beispiel wird ein Gast in einem Restaurant behandelt, als sei er der Kellner. In diesem Fall ist festzustellen, dass der Betroffene versucht, diese Rollenzuweisung abzuwehren und seine eigene Vorstellung von Realität aufrechtzuerhalten. Bei solchen Versuchen, die „Normalität“ wiederherzustellen, werden grundlegende Regeln sozialen Handelns erkennbar. Garfinkel bezeichnet sie als universell gültige Basisregeln, die in jeder Situation verwendet werden.
Des Weiteren hat Garfinkel in einem seiner berühmtesten Experimente gezeigt, „dass die Interpretationsarbeit der Aushandlung von Bedeutungen nicht nur episodisch auftreten kann, sondern stets auftritt und sogar eine an alle Interaktionsteilnehmer gestellte Erwartung ist: Personen reagieren sehr empfindlich auf wiederholtes Nachfragen nach der Bedeutung von eigentlich selbstverständlichen Alltagsäußerungen. Es wird vorausgesetzt, dass man mitdenkt und die Aussagen des anderen richtig interpretiert – selbst wenn man nicht genau wissen kann, was wirklich gemeint ist. So bekommt man entweder böse Absichten oder schlicht Unzurechnungsfähigkeit unterstellt, wenn man auf die Frage ,Wie geht’s?‘ antwortet mit ,Was meinst du? Physisch oder psychisch?‘. Garfinkel spricht von jener grundlegenden Vagheit und Interpretationsbedürftigkeit aller Äußerungen als Indexikalität.“

### Erving Goffman
Ein weiteres Beispiel liefert Erving Goffman, der klassische Verhaltensnormen in seinem Werk Behavior in Public Places aufzeigt. Dazu bedient er sich eines Krisenexperiments, in welchem es von einer Person bewusst vermieden wird, Müll korrekt in einem Abfalleimer zu entsorgen und dadurch eine soziale Norm verletzt. Die Stärke der Reaktion der Beobachter auf die Verletzung einer solchen Norm gilt hier als Indikator für die Stärke der Norm selbst.

### Stanley Milgram
Ebenfalls bekannt ist das von Stanley Milgram durchgeführte Krisenexperiment in der New Yorker U-Bahn. Dieser beauftragte seine Studierenden damit, Personen in der U-Bahn ohne Angabe von Gründen um ihren Sitzplatz zu bitten. 68 % der Befragten waren bereit, diesen den Fragenden auch zu überlassen.